# Pi Pavonis
Pi Pavonis (π Pav, förkortat Pi Pav, π Pav) som är stjärnans Bayerbeteckning, är en ensam stjärna belägen i den västra delen av stjärnbilden Påfågeln. Den har en skenbar magnitud på 4,33 och är synlig för blotta ögat där ljusföroreningar ej förekommer. Baserat på parallaxmätning inom Hipparcosuppdraget på ca 25,1 mas, beräknas den befinna sig på ett avstånd på ca 130 ljusår (ca 40 parsek) från solen.

## Egenskaper
Pi Pavonis är en orange jättestjärna av spektralklass kA4h F0mF2 III. Den har en massa som är ca 2,2 gånger större än solens massa, en radie som är ca 3,2 större än solens och utsänder från dess fotosfär ca 24 gånger mera energi än solen vid en effektiv temperatur på ca 8 000 K.